# Садовое (Литинский район)
Садовое (укр. Садове) — село на Украине, находится в Литинском районе Винницкой области.
Код КОАТУУ — 0522486202. Население по переписи 2001 года составляет 846 человек. Почтовый индекс — 22308. Телефонный код — 4347.
Занимает площадь 0,245 км².

## Адрес местного совета
22307, Винницкая область, Литинский р-н, с. Посёлок, ул. Ленина, 58